# مرد عنکبوتی شگفت‌انگیز ۲ (بازی ویدئویی ۲۰۱۴)
«مرد-عنکبوتی شگفت‌انگیز ۲» (انگلیسی: The Amazing Spider-Man 2 (2014 video game)) یک بازی ویدیوئی اکشن-ماجراجویی در جهانی باز است که براساس شخصیت مرد عنکبوتی مارول کامیکس و فیلمی به همین نام در سال ۲۰۱۴ ساخته شده‌است. این بازی که توسط بیناکس ساخته شد، دنباله بازی مرد عنکبوتی شگفت‌انگیز ۲۰۱۲ است و در همان تداوم متفاوت از فیلم‌ها اتفاق می‌افتد. داستان بازی با گنجاندن شخصیت‌ها و عناصر اضافی از کتاب‌های مصور مرد عنکبوتی و دیگر جنبه‌های دنیای مارول، بر روی داستان فیلم گسترش می‌یابد.
این بازی در تاریخ ۲۹ آوریل در آمریکای شمالی و ۲ می در اروپا برای مایکروسافت ویندوز، نینتندو 3DS، پلی‌استیشن ۳، پلی‌استیشن ۴ و ایکس‌باکس ۳۶۰ منتشر شد و نظرات متفاوت تا منفی را دریافت کرد. نسخه ایکس‌باکس وان در کنار سایر پلتفرم‌ها به صورت دیجیتالی منتشر شد در حالی که انتشار نسخه‌های فیزیکی دو هفته به تعویق افتاد. گیم‌لافت همچنین نسخه موبایلی آن را در تاریخ ۱۷ آوریل برای دستگاه‌های آی‌اواس و اندروید به عنوان یک بازی پولی منتشر کرد. این آخرین بازی ویدیویی مرد عنکبوتی (و به‌طور کلی، آخرین بازی مارول) است که توسط اکتیویژن (که حق انتشار بازی را به چند شخصیت مارول در مدت کوتاهی پس از انتشار بازی از دست داد) و همچنین آخرین بازی بزرگ مرد عنکبوتی است. بازی ویدیویی برای کنسول‌های ایکس‌باکس و نینتندو منتشر شد، زیرا مجوز بازی‌های مرد عنکبوتی به اینسامنیاک گیمز داده شد و این شرکت به توسعه سری مارول اسپایدرمن که توسط سونی اینتراکتیو انترتینمنت برای کنسول‌های پلی‌استیشن و مایکروسافت ویندوز منتشر شد، ادامه داد.

## گیم پلی
مرد عنکبوتی شگفت‌انگیز ۲ یک بازی ویدئویی اکشن-ماجراجویی سوم شخص است که در دنیایی باز و بر اساس منهتن اتفاق می‌افتد. بازیکنان نقش مرد عنکبوتی را بر عهده می‌گیرند و ماموریت‌ها را انجام می‌دهند (سناریوهای خطی با اهداف تعیین شده) تا در طول داستان پیشرفت کنند. ماموریت‌ها به صورت خطی طراحی شده‌اند، اما بازیکن آزاد است تا نقشه بازی را در بین ماموریت‌ها کشف کند و در فعالیت‌های جانبی مختلف شرکت کند. بازیکنان به تمام توانایی‌های مافوق بشری مرد عنکبوتی از جمله تاب خوردن در شهر و خزیدن روی دیوار دسترسی دارند. مکانیک زمان گلوله وب-راش از نسخه قبلی بازی نیز بازمی‌گردد و گسترش یافته‌است، اکنون به بازیکنان اجازه می‌دهد تا ضربات، جاخالی‌ها و رول‌های مهم را نیز انجام دهند. این مبارزه مشابه نمونه قبلی است و دارای طراحی جریان آزاد و ضدحمله است و به مرد عنکبوتی اجازه می‌دهد تا با استفاده از ابزارهای مختلف مانند پرتاب اشیاء قابل تعامل به سمت آنها، برای چند ثانیه دشمنان را ناتوان کند و سپس با تار زدن به آنها برای همیشه آنها را تحت سلطه خود درآورد.
بازیکنان می‌توانند تاراندازهای مرد عنکبوتی را ارتقا دهند و توانایی‌های جدیدی مانند تار یونی را باز کنند که اجسام فلزی از جمله زره‌های برخی از دشمنان را از بین می‌برد، یا انفجارهای لرزشی که دشمنان را برای چند ثانیه ناتوان می‌کند. علاوه بر دشمنان زره پوش، انواع بیشتری از دشمن معرفی شده‌است، مانند بروتس که تنها پس از تضعیف آنها با انفجارهای ویبرو می‌توان آنها را شکست داد و سواران اسپیدرز و گلایدر که تنها پس از کشیدن آنها به سمت مرد عنکبوتی می‌توان به آنها حمله کرد. به جز بروتس، همه این دشمنان را می‌توان به راحتی در طول بخش‌های مخفی کاری از بین برد، درست مانند دشمنان عادی.
از جمله ماموریت‌های جانبی بازی می‌توان به توقف جنایات کوچک، تعقیب و گریز با ماشین و درگیری با اسلحه در خیابان‌ها، پرتاب بمب به داخل اقیانوس، انتقال غیرنظامیان مجروح به بیمارستان و نجات افراد از ساختمان در حال سوختن اشاره کرد. بازی یک سیستم اخلاقی جدید را معرفی می‌کند که در آن انجام این ماموریت‌های جانبی باعث افزایش شهرت مرد عنکبوتی می‌شود و باعث می‌شود که او به عنوان یک «قهرمان» در بین عموم دیده شود و عدم پاسخگویی به موقع به جنایات خاص منجر می‌شود که شهرت او کاهش بیابد و او تبدیل به یک «تهدید» می‌شود. هنگامی که مورد دوم اتفاق بیفتد، افسران نیروی ویژه جنایت در سرتاسر شهر مستقر خواهند شد و در صورت مشاهده به مرد عنکبوتی حمله خواهند کرد. زمانی که مرد عنکبوتی شهرت خود را به عنوان یک قهرمان بازسازی کند، ناپدید خواهند شد.
نقشه بازی در مقایسه با نسخه قبلی خود گسترش یافته‌است و اکنون دارای یک سیستم مترو نیز می‌باشد که به بازیکن اجازه می‌دهد تا به خانه پیتر پارکر در کویینز که به عنوان یک مرکز عمل می‌کند، برود. از آنجا، بازیکنان می‌توانند مأموریت‌های داستانی را دوباره پخش کنند و لباس‌های جایگزین برای مرد عنکبوتی را تجهیز کنند، که قفل آن از بررسی مخفیگاه‌های روسی یا از طریق دی‌ال‌سی باز می‌شود. بازیکنان همچنین می‌توانند از تلفن هوشمند مرد عنکبوتی برای دسترسی به نقشه استفاده کنند، نقشه‌ای که اطلاعات فعالیت‌هایی را که در آن زمان در آن منطقه انجام می‌شود را در اختیار بازیکن قرار می‌دهد، یا برای مدیریت پیام‌ها و ارتقاهای درون بازی.
مأموریت‌ها برای تناسب با سبک بازی بازیکنان تغییر یافته‌اند. بسیاری از آنها اکنون در نقشه بازی یا مکانی در فضای باز اتفاق می‌افتند و رویکردهای متفاوتی دارند و به بازیکنان این امکان را می‌دهند که یا با همه دشمنان در یک منطقه خاص درگیر شوند یا آنها را با استفاده از مخفی کاری از بین ببرند. بخش‌های مخفی کاری نسبت به نسخه قبلی بازی بهبود یافته‌اند. بازیکنان اکنون می‌توانند دشمنان را از راه دور و از هر سطحی که در آن قرار دارند از بین ببرند: زمین، دیوار یا سقف. بازیکنان همچنین می‌توانند دشمنان را به صورت معکوس گیر بیندازند.

## داستان بازی
این بازی دنباله فیلم و بازی مرد-عنکبوتی شگفت‌انگیز (بازی ویدئویی ۲۰۱۲) است و بر اساس فیلم مرد عنکبوتی شگفت‌انگیز ۲ ساخته شده. در این بازی داستان اصلی فیلم دچار تغییراتی شده و به آن چیزهای دیگری نیز اضافه شده، از جمله شخصیت‌های دیگر کمیک‌ها، و داستان‌های دیگر است.